# Collectiviteit
Een collectiviteit is een groep die dusdanig groot is, dat niet alle leden interactie met elkaar hebben, maar waarbij nog wel sprake is van gedeelde waarden, doelen en saamhorigheid.
Merton maakte onderscheid tussen drie groeperingen. Dit waren de groep, de collectiviteit en de sociale categorie. Bij een groep hebben de leden onderling interactie, terwijl bij een sociale categorie nog slechts enkele kenmerken worden gedeeld, maar is er geen of nauwelijks sprake van een onderlinge relatie of binding.
Een aggregaat is een aantal mensen die zich toevallig op dezelfde plaats bevinden, maar die zichzelf niet als groep zien.